# Petaliaeschna gerrhon
Petaliaeschna gerrhon är en trollsländeart som beskrevs av Wilson 2005. Petaliaeschna gerrhon ingår i släktet Petaliaeschna och familjen mosaiktrollsländor. Inga underarter finns listade i Catalogue of Life.